# Còssifa de coroneta nevada
El còssifa de coroneta nevada (Cossypha niveicapilla) és una espècie de au de la família dels muscicàpids. El seu estat de conservació es considera de risc mínim.
Es troba a Angola, Benín, Burkina Faso, Burundi, Camerun, República Centreafricana, Txad, República del Congo, República Democràtica del Congo, Costa d’Ivori, Etiòpia, el Gabon, Gàmbia, Ghana, Guinea, Guinea-Bissau, Kenya, Libèria, Mali, Mauritània, Níger, Nigèria, Ruanda, Senegal, Sierra Leone, Sudan, Tanzània, Togo i Uganda. Els seus hàbitats naturals són: bosc sec subtropical o tropical, bosc humit de terra baixa subtropical o tropical i sabana humida.